# جایزه ژان امری
جایزهٔ ژان امری برای مقاله‌نوسی (به آلمانی: Jean Améry-Preis für Essayistik) جایزه‌ای است ادبی در یادبود ژان ارمی که روبرت مناسه نویسندهٔ اتریشی در سال ۱۹۹۹ آن را پایه‌گذاری کرده و هزینهٔ آن از سوی «ارسته بانک» اتریش و انتشارات کلت–کوتا واقع در شهر اشتوتگارت تأمین می‌شود.

## تاریخچه
این تجلیل ادبی در سال ۱۹۸۲ از سوی ماریا امری بیوهٔ ژان امری نویسندهٔ اتریشی (۳۱ اکتبر ۱۹۱۲ – ۱۷ اکتبر ۱۹۷۸) با همکاری انتشارات کلت–کوتا ناشر آثار این نویسنده برای زنده نگه‌داشتن یاد و خاطرهٔ او راه‌اندازی شد و تا سال ۱۹۹۱ چهار بار اهدا شد. پس از یک وقفهٔ دراز مدت در سال ۲۰۰۰ دیگر بار این جایزه از سوی روبرت مناسه احیا شد و وی همراه انتشارات کلت–کوتا این رقابت را دوباره راه‌اندازی کردند.

## ارزش جایزه و هیأت داوران
جایزهٔ ژان امری که ۱۲ هزار یورو ارزش دارد هر دو یا سه سال یک‌بار در ماه اکتبر در فرانکفورت اهدا می‌شود. این جایزه یکی از معتبرترین جوایز ادبی در مورد مقاله در کشورهای آلمانی‌زبان است.
هیأت داوران این جایزه به سرپرستی روبرت مناسه متشکل از اشتفان گموندر، ایرنه هایدلبرگر لئونارد، یوآخیم کالکا، ایلیا ترویانو و مارتین پولاک است.

## برندگان
- ۱۹۸۲ — لوتار بایر
- ۱۹۸۵ — باربارا سیشترمان
- ۱۹۸۸ — ماتیاس گرفرات
- ۱۹۹۱ — راینهارد مرکل
- ۲۰۰۰ — فرانتز شوه
- ۲۰۰۲ — دورون رابینوویچی
- ۲۰۰۴ — میشاییل یایسمان
- ۲۰۰۷ — دراگو یانکار
- ۲۰۰۹ — امره کرتز
- ۲۰۱۲ — دوبراوکا اوگرشیچ[۴]

## پی‌نوشت
1. ↑  «جایزه ژان امری برای...»،  ایبنا.
2. ↑  «جایزه ژان امری برای...»،  ایبنا.
3. ↑  «جایزه ژان امری برای...»،  ایبنا.
4. ↑  «جایزه ژان امری برای...»،  ایبنا.